# Wachendorfia paniculata
Wachendorfia paniculata är en enhjärtbladig växtart som beskrevs av Johannes Burman. Wachendorfia paniculata ingår i släktet Wachendorfia och familjen Haemodoraceae. Inga underarter finns listade.

## Bildgalleri

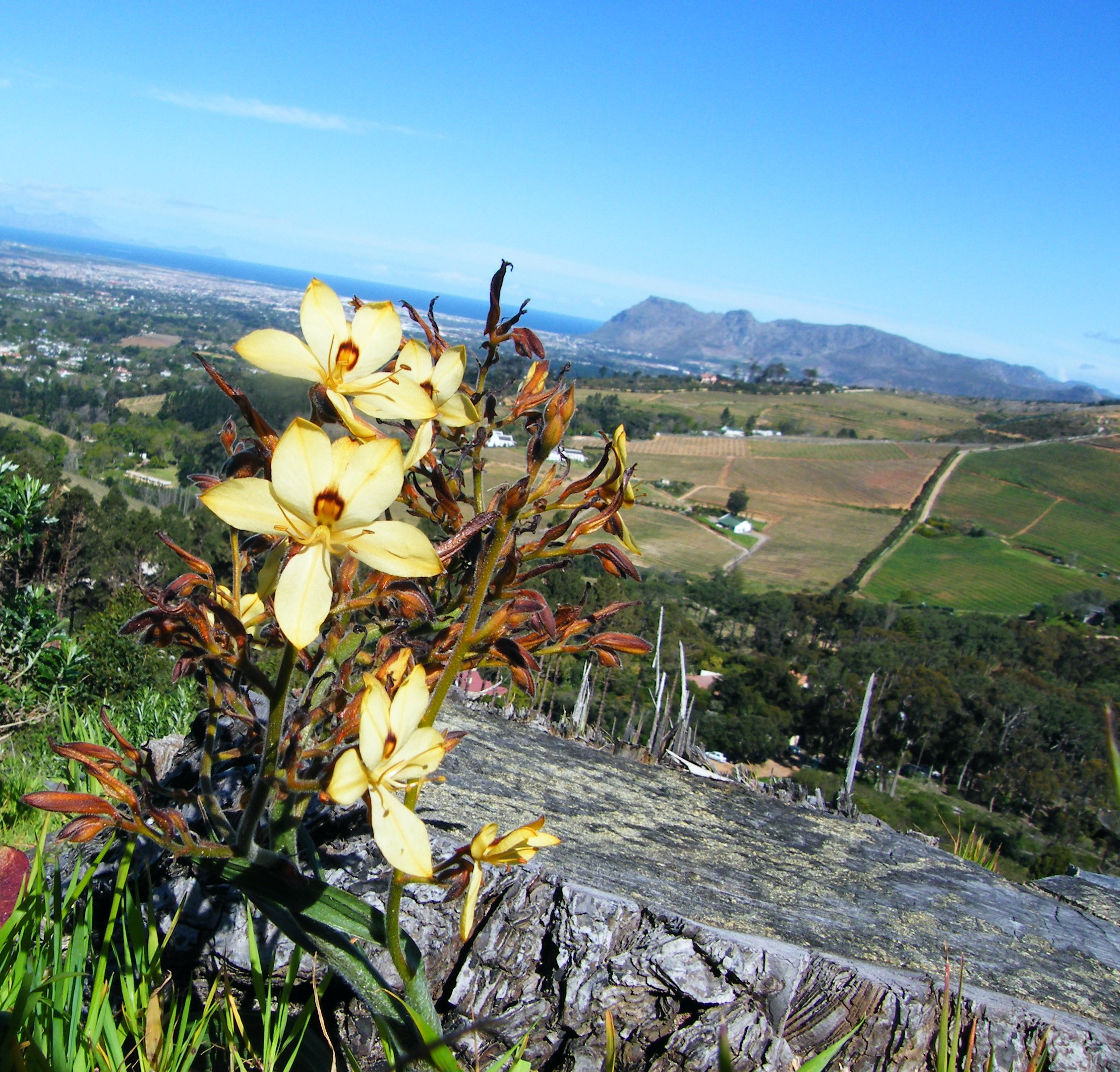